# Yoshihisa Yoshikawa
Yoshihisa Yoshikawa (japanska: 吉川貴久?, Yoshikawa Yoshihisa), född 4 september 1936 i Fukuoka prefektur, död 12 oktober 2019, var en japansk sportskytt.
Yoshikawa blev olympisk bronsmedaljör i fripistol vid sommarspelen 1960 i Rom.